# Jean M. Auel
Jean Marie Auel (Chicago, 18 febbraio 1936) è una scrittrice statunitense.
Indicata prevalentemente come Jean M. Auel – talvolta come Jean Auel – l'autrice è nota per la sua serie di romanzi storici I figli della Terra ambientati nell'Europa preistorica.

## Biografia
Seconda dei cinque figli di Neil Solomon Untinen e Martha Wirtanen, sposa, all'età di 18 anni (il 19 marzo 1954), Ray B. Auel, dal quale ha cinque figli nei successivi sei anni: RaeAnn, Karen, Lenore, Kendall e Marshall. I suoi impegni domestici le impediscono qualsiasi altra attività, ma una volta che i figli diventano più indipendenti decide di frequentare dei corsi universitari presso la Portland State University e la University of Portland, laureandosi in economia aziendale nel 1976. Fa parte del Mensa dal 1964 e ha ricevuto un laurea ad honorem dalla University of Maine e dal Mount Vernon College for Women.
La vera passione della Auel è però la scrittura. Nel 1977 inizia una intensiva ricerca bibliografica sull'Era glaciale e la paleoantropologia in genere. Partecipa a un corso di sopravvivenza per imparare come abitare una caverna, come accendere un fuoco, lavorare la pelle e la pietra.
Arriva così a scrivere il primo libro di quella che è comunemente chiamata la saga de I figli della Terra. La serie di romanzi, che ha venduto circa 45 milioni di copie, è terminata col sesto e conclusivo libro della serie, The Land of Painted Caves, pubblicato il 29 marzo 2011.

## Opere

### I figli della Terra
- 1980 - Ayla figlia della Terra (The Clan of the Cave Bear) (Longanesi, ISBN 8830420417)
- 1982 - La valle dei cavalli (The Valley of Horses) (Longanesi, ISBN 8830408271)
- 1985 - Gli eletti di Mut (The Mammoth Hunters) (Longanesi, ISBN 8830407658)
- 1990 - Le pianure del passaggio (The Plains of Passage) (Longanesi, ISBN 883041039X)
- 2002 - Focolari di pietra (The Shelters of Stone) (Longanesi, ISBN 8830419850)
- 2012 - La terra delle caverne dipinte (The Land of Painted Caves) (Longanesi, ISBN 9788830432123)

## Cinema
Nel 1986, John Sayles adatta il primo romanzo della serie dei "Figli della Terra" per il film Cro Magnon: odissea nella preistoria (The Clan of the Cave Bear), diretto da Michael Chapman ed interpretato da Daryl Hannah nel ruolo di Ayla.